# NGC 250

NGC 250

 NGC 250  هي مجرة محدبة تقع في كوكبة الحوت.

## وصلات خارجية
- NGC 250 على موقع ويكي سكاي: DSS2, SDSS, GALEX, IRAS, Hydrogen α, X-Ray, Astrophoto, Sky Map, Articles and images